# 蒋坊乡 (五台县)
蒋坊乡，是中华人民共和国山西省忻州市五台县下辖的一个乡镇级行政单位。

## 行政区划
蒋坊乡下辖以下地区：
潍磨庄村、松林村、南坡村、泗阳村、蒋坊村、境石村、天井村、峡口村、石贝村、东峡村、殿军村、秀峰村、西峡村、瓦岔村、排楼岩村、南岸沟村、桃卜沟村、天坛村、娑婆寺村、王岩村、许家庄村和大峪口村。